# مقام مشترك أصغر
في الحساب، المقام المشترك الأصغر هو المضاعف المشترك الأصغر لمقامات مجموعة من الكسور.

## تفصيل
المقام المشترك الأصغر لمجموعة من الكسور هو أصغر عدد يمثل مضاعفًا لجميع القواسم.
{\displaystyle {\frac {7}{6}}\;=\;{\frac {4}{6}}+{\frac {3}{6}}\;=\;{\frac {2}{3}}+{\frac {1}{2}}}
لكن ليس بضرورة ان يكون الرقم الأصغر كما موضح في المثال التالي:
{\displaystyle {\frac {37}{36}}\;=\;{\frac {22}{36}}+{\frac {15}{36}}\;=\;{\frac {11}{18}}+{\frac {5}{12}}}
في المثال السابق العدد 36 هو المقام المشترك الأصغر لكل من 12 و 18.